# Dichromodes odontias
Dichromodes odontias là một loài bướm đêm trong họ Geometridae.